# Erebia subtusluteofasciata
Erebia subtusluteofasciata är en fjärilsart som beskrevs av Müller 1928. Erebia subtusluteofasciata ingår i släktet Erebia och familjen praktfjärilar. Inga underarter finns listade i Catalogue of Life.